# Achille La Guardia
Achille La Guardia (Foggia, 26 marzo 1849 – Trieste, 21 ottobre 1904) è stato un direttore di banda, compositore e militare italiano naturalizzato statunitense.
Nel 1878 emigrò negli Stati Uniti, dove dal 1885 al 1898 lavorò come direttore di banda dell11th U.S. Infantry. Suo figlio, Fiorello La Guardia, sarebbe divenuto il primo sindaco italoamericano di New York.

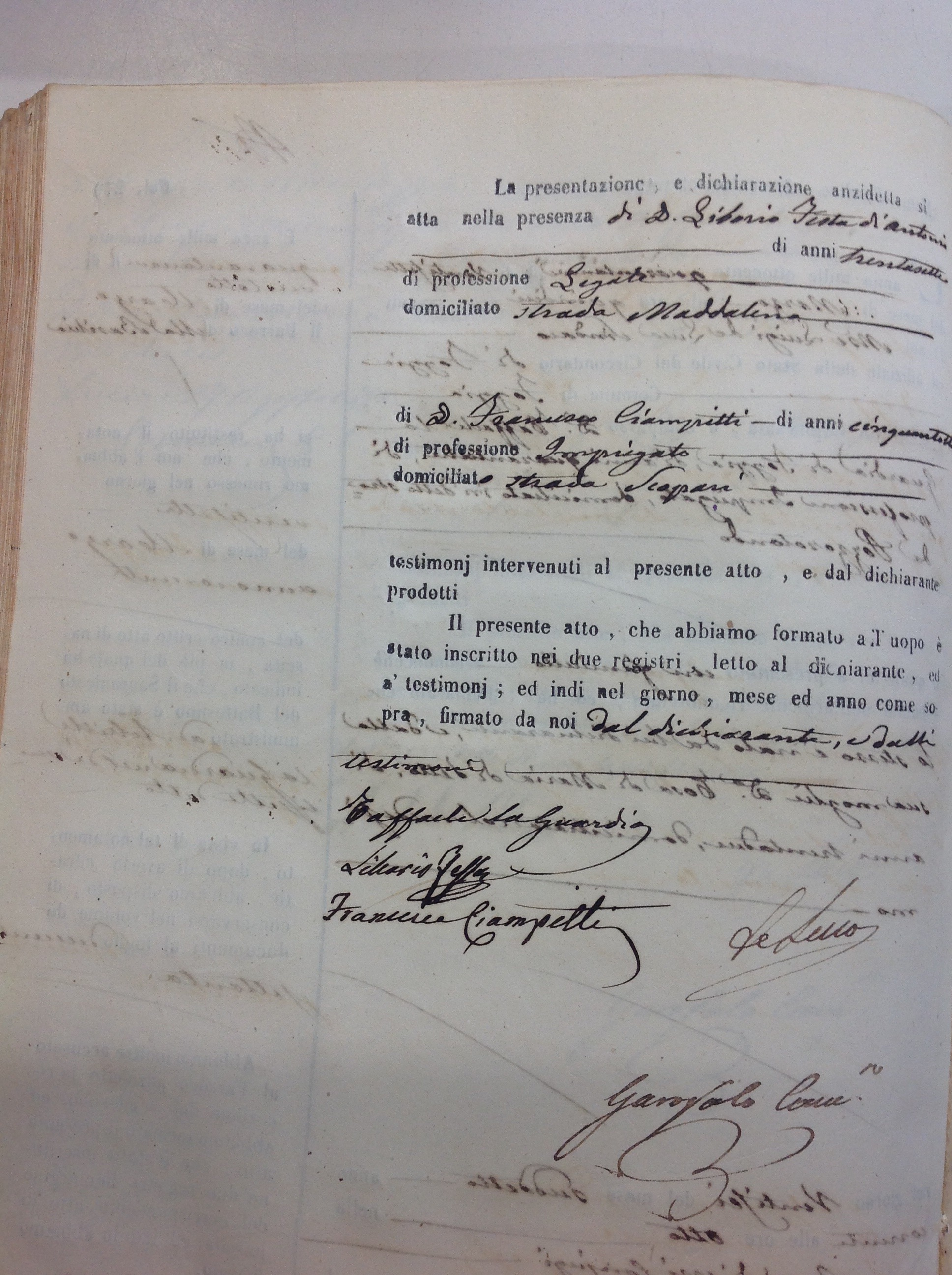
Segue atto di nascita di Achille La Guardia reperito presso l'Archivio di Stato di Foggia

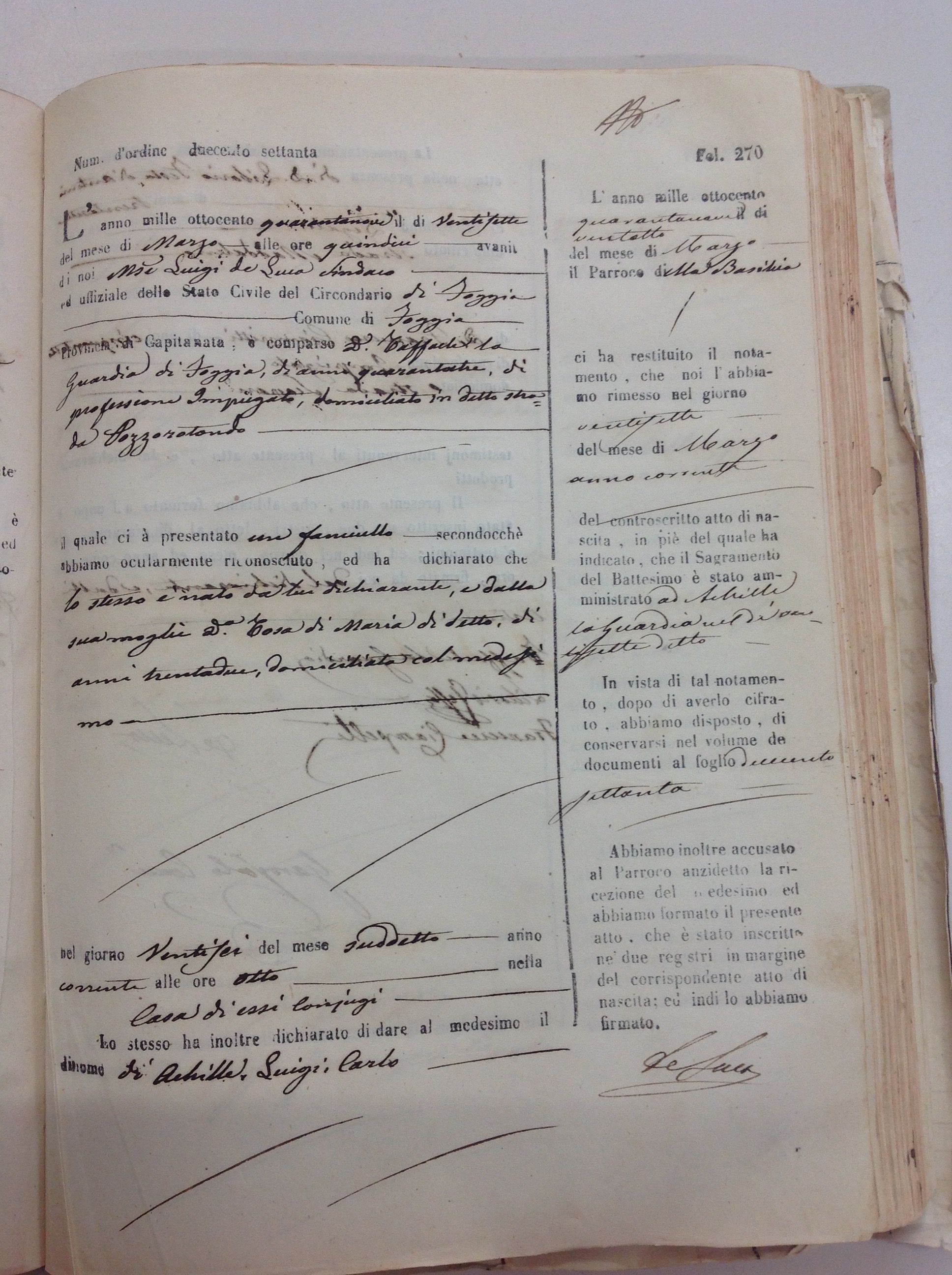
Ultima foto dell'originale atto di nascita di Achille La Guardia reperito presso l'Archivio di Stato di Foggia

## Biografia
Achille La Guardia nacque nel 1849 in una famiglia borghese agiata a Foggia, da Raffaele La Guardia e Rosa di Maria. Il giovane Achille mostrò sin da ragazzo un temperamento indipendente, insofferente alla rigida educazione cattolica impostogli dalla famiglia. Nel 1863, a 14 anni lo troviamo al Conservatorio di Napoli, deciso a fare dell'attività musicale l'occupazione della propria vita. Conseguito il diploma nel 1866 La Guardia accetta lavori saltuari prima di unirsi per alcuni anni all'Esercito Italiano come membro della Banda del 16 ° Reggimento di Fanteria.
Nel 1870 si reca in Svizzera, quindi nel 1875 lavora come direttore di banda per un anno a Batavia in Indonesia, per stabilirsi quindi a Trieste (allora in Austria) come direttore della Banda dei Veterani austriaci. Nel 1878 ebbe l'opportunità di una prima esperienza di lavoro negli Stati Uniti e la promessa di futuri impegni. Tornato brevemente a Trieste, La Guardia si sposò il 3 giugno 1880 con Irene Cohen Luzzatto, discendente di una prestigiosa famiglia ebraica italiana. Il loro fu un matrimonio civile, officiato dal Sindaco di Trieste. Il giorno stesso delle nozze, gli sposi partirono per gli Stati Uniti.

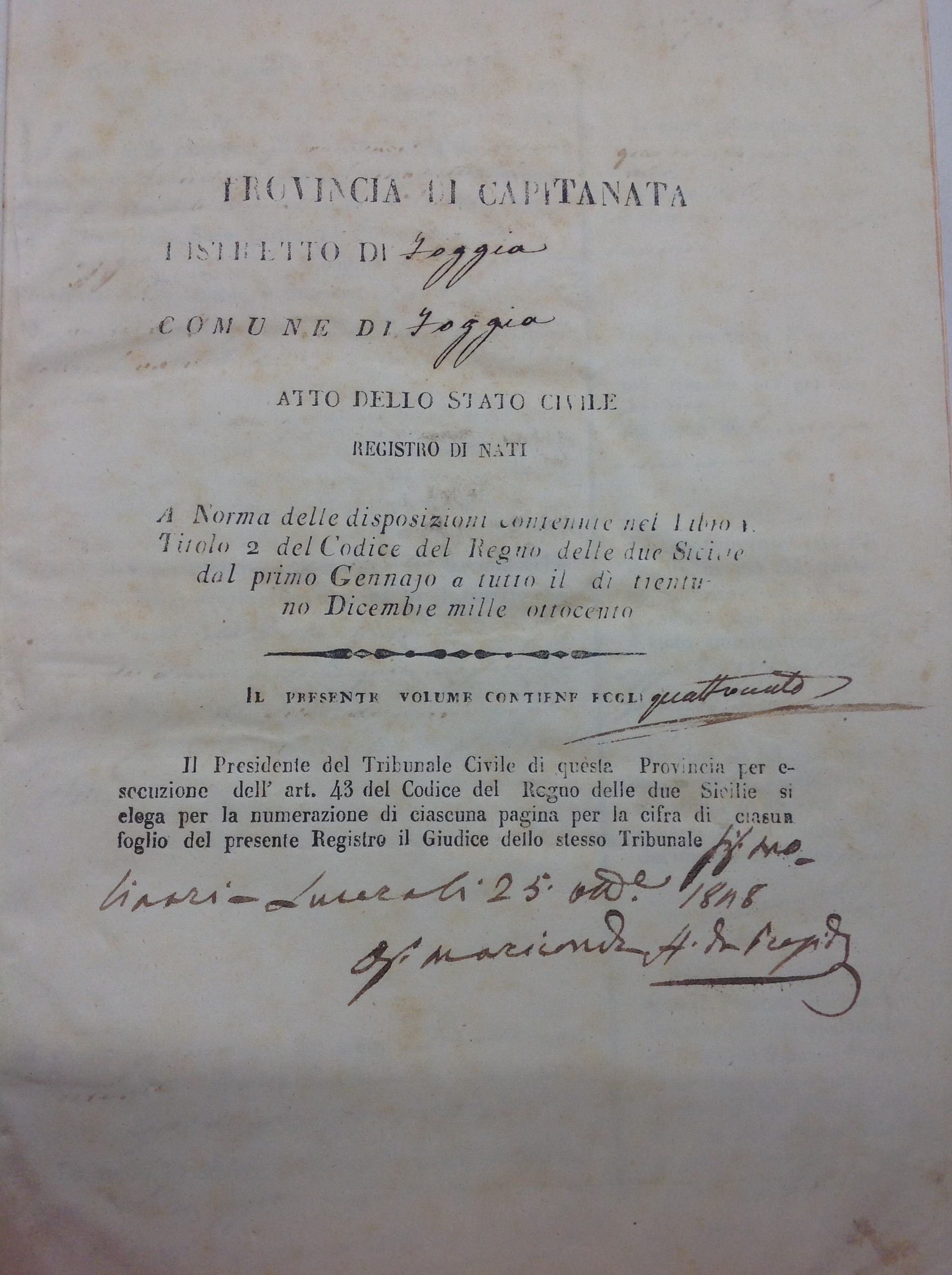
Foto dell'originale atto di nascita di Achille La Guardia reperito presso l'Archivio di Stato di Foggia

A New York nacquero i loro primi due figli, Gemma (nel 1881) e Fiorello (nel 1882) futuro sindaco di New York. Nonostante il riconosciuto talento musicale, La Guardia non lavorò stabilmente per alcuna orchestra, accettando invece impegni occasionali, talora prestigiosi come quello di cornettista solista nella Banda del Settimo Reggimento diretta da Carlo Alberto Cappa.
Nel 1885, di ritorno da un breve visita a Trieste, La Guardia si arruolò nell'esercito americano come direttore della banda dell'11th U.S. Infantry. Fu dapprima assegnato alla guarnigione di Fort Sully, Dakota Territory, quindi nel 1887 a Watertown (New York), cui fecero seguito due località in Arizona: Fort Huachuca nel 1890 e Fort Whipple nel 1892. In tutti i luoghi in cui fu assegnato La Guardia ebbe fama di raffinato musicista, insegnante e compositore.
Nel 1898, allo scoppio della guerra ispano-americana, La Guardia fu inviato a Tampa in Florida, dove fu colpito dalla malaria e da una gravissima intossicazione alimentare che lo ridussero in tali precarie condizioni di salute da costringerlo a lasciare l'esercito.
Impossibilitato a continuare l'attività musicale La Guardia decise di rientrare con la famiglia a Trieste, dove avviò una fiorente attività commerciale, bruscamente interrotta però dalla morte per un improvviso attacco di cuore nel 1904. Fu sepolto nel cimitero anglicano di Trieste con i simboli massonici.